# パトリッセ・カラーズ
パトリッセ・マリー・カーン＝カラーズ・ブリニャック（Patrisse Marie Khan-Cullors Brignac、1983年6月20日 - ）は、アメリカ合衆国の活動家、ブラック・ライヴズ・マター共同創設者、芸術家、作家。カラーズは2013年にハッシュタグ#BlackLivesMatterを作成し、この動きについて広く書いたり話したりしている。カラーズが扱う他のトピックには、ロサンゼルスでの刑務所廃止運動とLGBTQの権利が含まれる。カラーズは、批判理論からの思想だけでなく、世界中の社会運動を自身の行動主義に反映させている。